# Монтепаоне
Монтепаоне (итал. Montepaone) — коммуна в Италии, располагается в регионе Калабрия, подчиняется административному центру Катандзаро.
Население составляет 4442 человека, плотность населения составляет 262,1 чел./км². Занимает площадь 16,9 км². Почтовый индекс — 88060. Телефонный код — 0967.
Покровителем коммуны почитается святой мученик Феликс, празднование 5 августа. В селении Лидо почитаем святой Иоанн Креститель, празднование 24 июня.
Близлежащие города: Соверато, Гасперина, Монтауро.